# Oxydesmus curtiramus
Oxydesmus curtiramus är en mångfotingart som beskrevs av Chamberlin 1927. Oxydesmus curtiramus ingår i släktet Oxydesmus och familjen Oxydesmidae. Inga underarter finns listade i Catalogue of Life.